# Сицкий, Юрий Фёдорович Большой
Князь Юрий Фёдорович Сицкий Большой — рында и воевода во времена правления Ивана IV Васильевича Грозного.
Из княжеского рода Сицкие. Четвёртый сын князя Фёдора Петровича Сицкого по прозванию Кривой. Имел братьев, князей: Александра, Семёна, Андрея, Фёдора, Ивана и Юрия Меньшого.

## Биография
В 1536 году сперва третий, а после второй рында в шведском походе. В 1539—1540 годах писец, описывал земли Обонежской пятины. В октябре 1544 года рында с государевой рогатиной в походе к Полоцку. В марте 1545 года первый воевода четвёртого полка войск левой руки в Казанском походе. В апреле 1549 года первый воевода девятого Ертаульного полка, участвовал в шведском походе. В сентябре 1551 года первый воевода второго Ертаульного полка в походе к Полоцку.

## Семья
От брака с неизвестной имел детей:
- Князь Сицкий Иван Юрьевич — пятьдесят пятый есаул в Казанском походе (1544), рында с копьём в походе к Полоцку (1551).
- Князь Сицкий Фёдор Юрьевич — участник Казанского похода (1544), первый полковой судья в походе к Полоцку (1551), бездетный.
- Князь Сицкий Юрий Иванович — показан только у П. В. Долгорукова, в других родословниках не указан.